# Lestelle-Bétharram
Lestelle-Bétharram is een gemeente in het Franse departement Pyrénées-Atlantiques (regio Nouvelle-Aquitaine) en telt 786 inwoners (1999). De plaats maakt deel uit van het arrondissement Pau.

## Geografie
De oppervlakte van Lestelle-Bétharram bedraagt 8,7 km², de bevolkingsdichtheid is 90,3 inwoners per km².
De onderstaande kaart toont de ligging van Lestelle-Bétharram met de belangrijkste infrastructuur en aangrenzende gemeenten.

## Verkeer
De spoorweghalte Montaut - Bétharram ligt in de aanpalende gemeente  Montaut.

## Demografie
Onderstaande figuur toont het verloop van het inwonertal (bron: INSEE-tellingen).

## Onderwijs en cultuur
In de gemeente ligt ook Notre-Dame de Bétharram, een katholieke middelbare school die sedert 2009 Le Beau Rameau heet, en beheerd wordt door de Paters van het Heilig Hart van Jezus van Bétharram. 